# Gotal
Gotal est un groupe de rappeuses sénégalaises fondé en 2009. Il est composé de Lady Zee, Anta, Toussa, et Vénus. Ces rappeuses luttent pour les droits des femmes noires et utilisent leur rap comme moyen pour transmettre leurs divers messages adressés principalement aux jeunes et aux femmes.

## Membres
- Lady Zee[1] : est connue sous le nom de Zeyna, de son vrai nom Seynabou Faye
- Toussa : de son vrai nom Astou Gueye, Toussa a une carrière indépendante conséquente antérieure à celle du groupe Gotal.
- Venus : de son vrai nom Sophie Ly. Elle débute le rap très jeune à Dakar et évolue en tant que rappeuse indépendante avant de s’intégrer au groupe Gotal.
- Anta

## Histoire
Gotal se créé à la fin de l'année 2009. Le nom signifie « unité » ou « s’unir » en pulaar[réf. souhaitée] et illustre ainsi la volonté pour ces rappeuses de se regrouper afin de lutter ensemble au travers de leurs textes de rap. 

## Lutte pour les droits des femmes
Le groupe s'implique dans la lutte pour les droits des femmes au Sénégal, où les femmes sont souvent confinées « au rang d’épouses, de mères, de sœurs, de belles-mères et de belles-filles », et l'implication des femmes dans le hip-hop, trop souvent masculin et difficile.
Le titre « Nuul Kukk » appelle les femmes noires à cesser d’avoir recours à des pratiques destructrices comme la dépigmentation de la peau, en en citant les graves conséquences. De la même façon, elles participent par leur musique à mener une campagne de prévention contre les cancers du col de l’utérus ou du sein,.
La rappeuse Toussa déclare ainsi : « la femme dans le hip hop a toujours existé et a su créer sa place. On ne les voit pas devant, peut-être à cause d’un manque d’assurance, mais elles sont bien là. Mais se faire une place nécessite beaucoup de détermination ».